# إدغار بالوبينا
إدغار بالوبينا (بالإسبانية: Edgard Balbuena)‏ (20 نوفمبر 1980 بكابياتا في باراغواي - ) هو لاعب كرة قدم باراغواياني في مركز الظهير. لعب مع أوليمبيا أسونسيون وإستوديانتيس دي لا بلاتا وخوان أوريتش وسيرو بورتينيو ونادي كورينثيانز ونادي ليبرتاد وإنديبندينتي ديل فال وTacuary ‏.

## روابط خارجية
- إدغار بالوبينا على موقع إي إس بي إن إف سي (الإنجليزية)
- إدغار بالوبينا على موقع قاعدة بيانات كرة القدم.إي يو (الإنجليزية)